# 명지대역
명지대역(明知大驛, Myongji Univ. station)은 경기도 용인시 처인구 역북동에 있는 용인 경전철의 전철역이다. 역명은 인근의 명지대학교 용인자연캠퍼스에서 따 왔으나, 실제로 명지대학교 정문과는 1.6km 떨어져 있으므로 시내버스나 명지대 셔틀버스로 환승하여 접근해야 한다. 명지대 셔틀버스는 명지대학교 직원이나 명지대학교 학생만 이용할수 있고, 외부 일반인은 명지대 셔틀버스를 이용할수 없다. 외부 일반인은 이 역에서 명지대학교 정문으로 갈려면은 이 역에서 명지대학교 정문으로 간 시내버스는 자주 없으므로 외부 일반인은 이 역에서 명지대학교 정문으로 갈려면은 도보로 걸어가야 한다.

## 역사
- 2013년 4월 26일 : 용인 경전철 개통과 함께 영업 개시

## 역 구조
2면 2선의 상대식 승강장을 갖추고 있다. 스크린도어가 설치되어 있다.

### 승강장
| 시청·용인대 ↑ |
| \| 상         |
| ↓ 김량장      |

| 상행 | ● 용인 경전철 | 삼가·동백·기흥 방면 |
| 하행 | ● 용인 경전철 | 전대·에버랜드 방면  |

## 역 주변
| 나가는 곳 | 방면                                                           |
| --------- | -------------------------------------------------------------- |
| 1         | 용인세브란스병원 용인시법원 용인등기소 서룡초등학교 명지대학교 |
| 2         | 용인고등학교 역북소공원 신성교                                 |

## 인접한 역
| 용인 경전철                | 용인 경전철   | 용인 경전철                    |
| -------------------------- | ------------- | ------------------------------ |
| Y117 시청·용인대 기흥 방면 | ● 용인 경전철 | Y119 김량장 전대·에버랜드 방면 |

## 사진

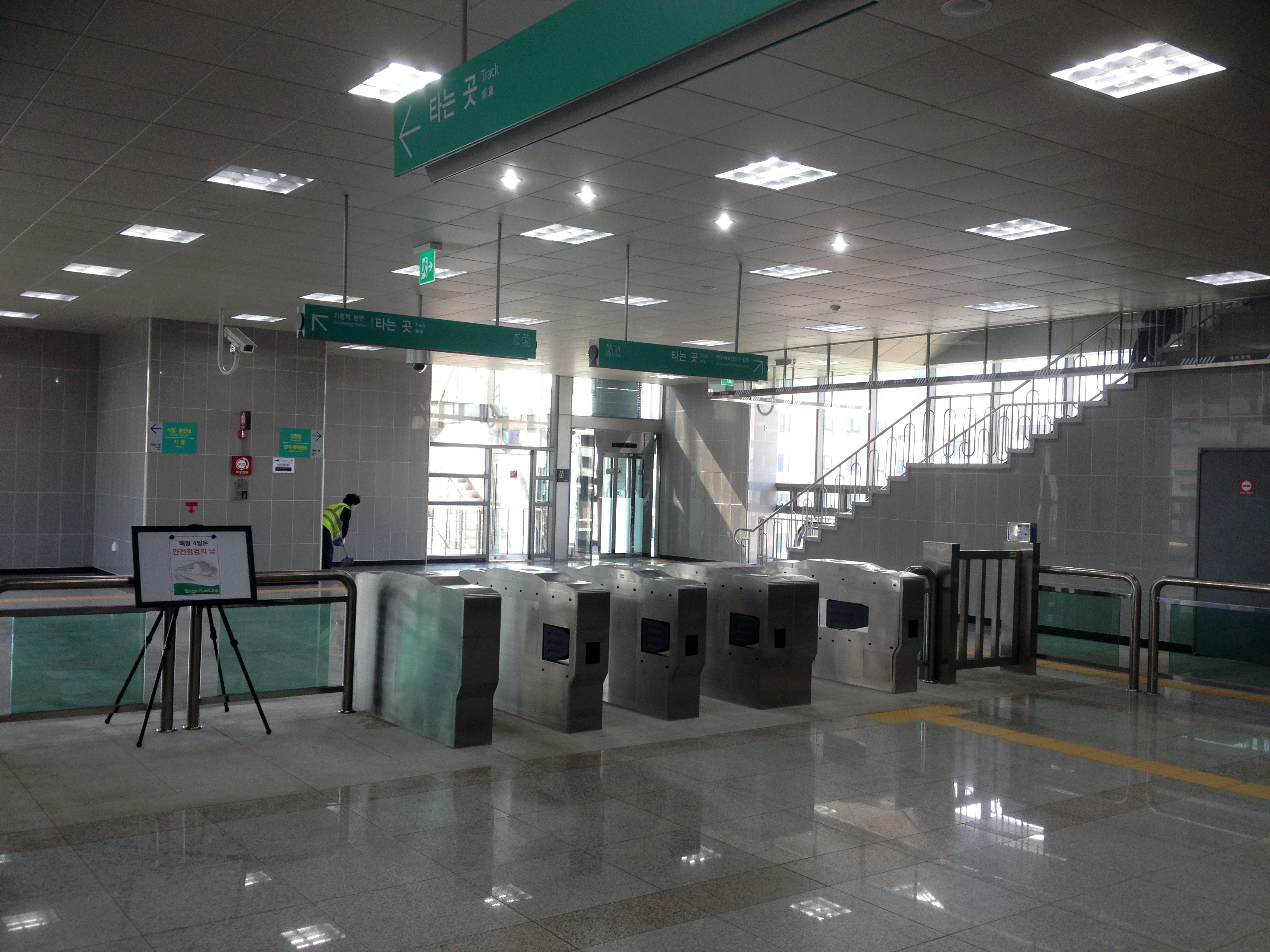
개찰구
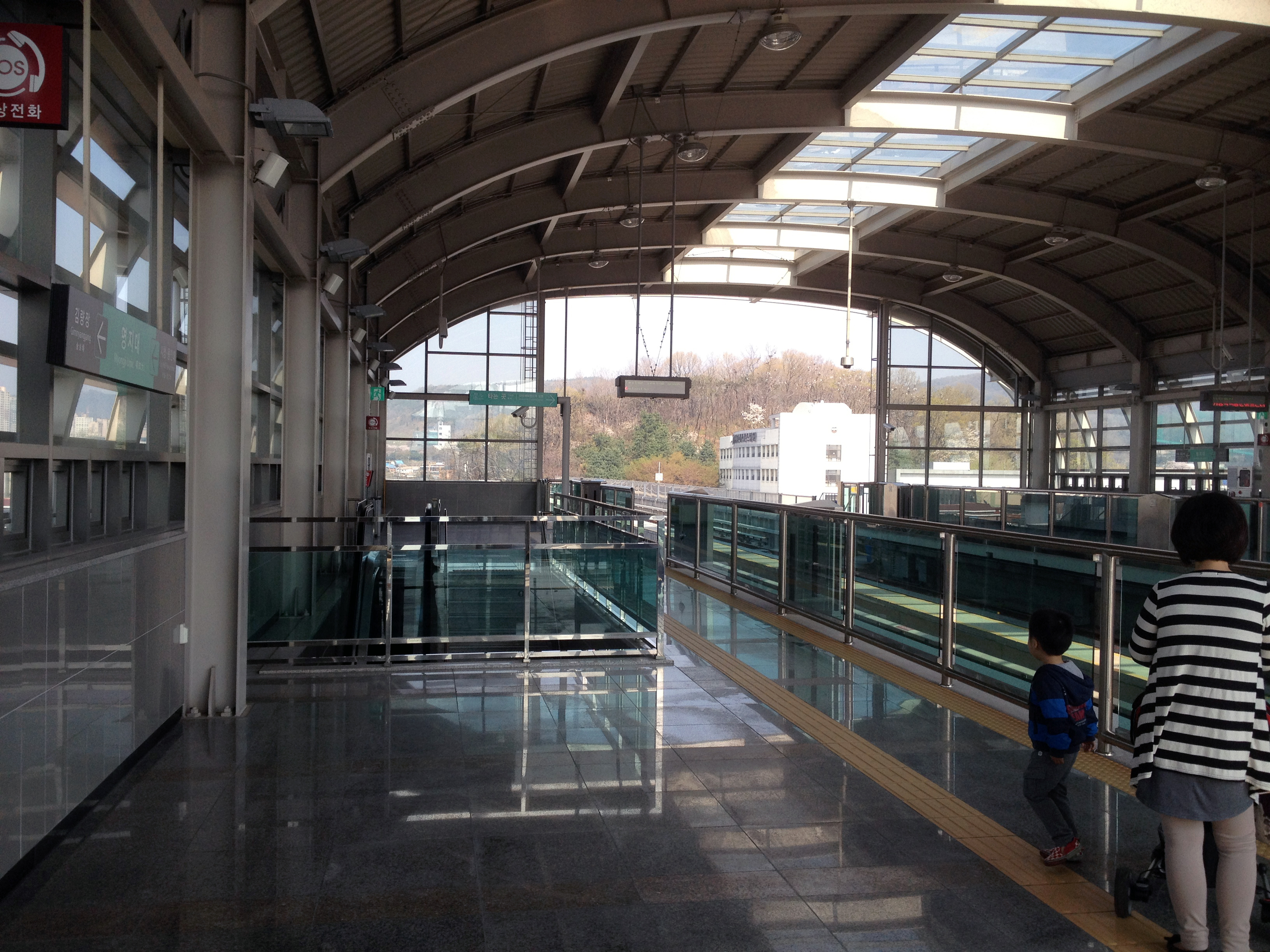
플랫폼 (스크린도어 설치 전)